# Aeropteryx gibba
Aeropteryx gibba is een insect uit de familie van de mierenleeuwen (Myrmeleontidae), die tot de orde netvleugeligen (Neuroptera) behoort. 
Aeropteryx gibba is voor het eerst wetenschappelijk beschreven door Riek in 1976.